# Saint-Sébastien (Isère)
Saint-Sébastien is een plaats en voormalige gemeente in het Franse departement Isère in de regio Auvergne-Rhône-Alpes en telt 215 inwoners (2005). De plaats maakt deel uit van het arrondissement Grenoble.

## Geschiedenis
Saint-Sébastien is op 1 januari 2017 gefuseerd met de gemeente Cordéac tot de gemeente Châtel-en-Trièves. 

## Geografie
De oppervlakte van Saint-Sébastien bedraagt 21,4 km², de bevolkingsdichtheid is 10,0 inwoners per km².
De onderstaande kaart toont de ligging van Saint-Sébastien (Isère) met de belangrijkste infrastructuur en aangrenzende gemeenten.

## Demografie
Onderstaande figuur toont het verloop van het inwonertal.